# Templul Mare din Vatra Dornei
Templul Mare din Vatra Dornei este un lăcaș de cult evreiesc din municipiul Vatra Dornei, localizat pe strada Mihai Eminescu nr. 54, la poalele Dealului Runc. El a fost construit în perioada 1898-1902.

## Comunitatea evreiască din Vatra Dornei

### Situația evreilor sub regimul austriac
Unele documente din secolele XIV-XV menționează trecerea prin aceste locuri a caravanelor evreiești care călătoreau din Polonia, prin Cernăuți și Iași, către Marea Neagră sau către Bistrița. Caravanele se opreau de Șabat în localitățile unde găseau hanuri evreiești și alimente cașer. În 1774, trăiau la Câmpulung 9 familii evreiești cu 45 de suflete. 
După ocuparea părții de nord-vest a Moldovei de către austrieci (1775), localitățile din districtul Câmpulung au beneficiat de unele privilegii economice. Legile antisemite elaborate la Viena au restrâns dreptul de așezare a evreilor în acele localități. În anul 1803 au fost deportați 6 evrei care nu lucrau în agricultură. Puținii evrei care locuiau la Vatra Dornei aveau aceeași soartă cu a celorlalți evrei bucovineni. 
Orașul Vatra Dornei a început să se dezvolte după descoperirea aici a izvoarelor de apă minerală și a devenit o importantă stațiune balneară. În secolul al XIX-lea a avut loc o dezvoltare a comerțului în zona Dornelor, care se afla la granița a trei țări: Austria, România și Transilvania (care se afla pe atunci sub stăpânirea Regatului Ungariei). În localitate au început să se stabilească multe familii de evrei care se îndeletniceau cu comerțul. Încetul cu încetul, companiile înființate de evrei au început să controleze comerțul cu cherestea din pădurile bucovinene. 
Pentru a se înțelege importanța comunității evreiești din Vatra Dornei, trebuie spus că din cei 494 locuitori ai orașului în 1880, evreii reprezentau 12,41% din populație (3.980 locuitori).  Aceștia aparțineau de comunitatea din Câmpulung, care se separase în 1859 de comunitatea evreilor din Suceava.  În 1896, evreii din Vatra Dornei și-au înființat propria comunitate. Au fost înființate școli private la care se studia în limba ebraică. 
Cu două decenii înainte de izbucnirea primului război mondial, evreii din Vatra Dornei dețineau băcănii, măcelării, farmacii, restaurante, cafenele, cabinete medicale sau stomatologice. Mai multe hoteluri erau administrate de evrei (Hotelul comunal fiind arendat lui Mathias Neumann, Hotelul Central, lui Faust și Drach, iar Hotelul Runc și Hotelul Habsburgic, lui Nachum Braunstein). Chiar și Cazinoul din Vatra Dornei a fost închiriat timp de mulți ani de un evreu. Multe bănci erau de asemenea evreiești; sunt de menționat Banca Drach, banca fraților Schieber, agenția Băncii Comerciale din Cernăuți era condusă de Konsul Luttinger, precum și agențiile Hypothekenbank și Socominbank. 
Ca urmare a ponderii evreiești majoritare, evreii Schloime Pistiner, Jankel Druckmann și Meschulem Druckmann au făcut parte din Consiliul orășenesc. Evreii îndeplineau și funcții publice; ei lucrau ca judecători la Tribunalul districtual, la Oficiul de cadastru, la Biroul de impozite, la Poștă. De asemenea, erau mulți avocați evrei. 
Comunitatea evreilor din Vatra Dornei a fost condusă de Jakob Antschel (până în 1914), Leib Arje Hauslich (interimar în perioada primului război mondial), apoi Meschulem Druckmann, Jakob Druckmann, Jakob Schieber și din 1931, avocatul Dr. Moses Dollberg (care a condus comunitatea timp de 10 ani). 

### Perioada interbelică

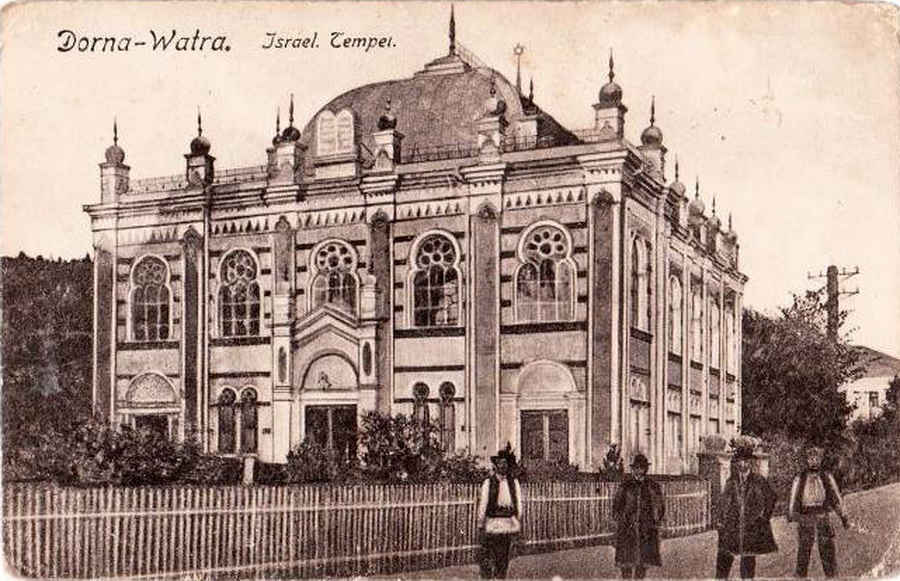
Templul Mare din Vatra Dornei - ilustrată antebelică

După primul război mondial, germanii au emigrat în Germania și Austria, același destin urmându-l și o parte dintre evrei. Evreii rămași au contribuit la dezvoltarea orașului, unii dintre ei fiind membri în Consiliul orășenesc. Comunitatea s-a dezvoltat. În perioada interbelică funcționau aici două societăți culturale evreiești.
Evreii lucrau în industria cherestelei, printre fabricile deținute de evrei fiind fabrica “Moldova” și gaterul lui Mosses Paecht și Aharon Katz. Cel mai bogat industriaș era Nathan Klipper. Majoritatea croitorilor, cizmarilor și instalatorilor erau evrei. Singura tipografie din oraș a aparținut lui Pinkas Rosenstrauch și mai târziu fraților Schaffer. 
Conform recensământului din 1930, în orașul Vatra Dornei locuiau 9.826 persoane, dintre care 6.162 români (62,71%), 1.747 evrei (17,77%), 1.548 germani (15,75%), 153 polonezi (1,55%), 98 ruteni (0,99%), 40 unguri, 36 țigani, 20 ruși, 8 armeni, 7 cehoslovaci, 3 sârbo-croato-sloveni, 1 grec, 1 de alt neam și 2 de naționalitate nedeclarată.  Din punct de vedere al religiei, populația era alcătuită din 6.062 ortodocși (61,69%), 1.750 mozaici (17,80%), 1.385 romano-catolici (14,09%), 369 evanghelici (luterani) (3,75%), 245 greco-catolici (2,49%), 5 reformați (calvini), 3 unitarieni, 3 armeno-catolici, 1 armeno-gregorian, 1 fără religie (liber-cugetători) și 2 de religie nedeclarată.
Venirea la putere în anul 1937 a Guvernului Goga-Cuza a dus la elaborarea de legi cu caracter antisemit care au determinat o serie de persecuții la adresa evreilor: ei erau bătuți pe stradă, siliți să țină prăvăliile deschise de Șabat etc. În iunie 1940, noile legi adoptate de guvernul Ion Gigurtu au prevăzut confiscarea proprietăților, expulzarea din școli și din funcțiile publice a persoanelor de etnie evreiască și interzicerea medicilor evrei să trateze pacienți de alte etnii.

### Războiul și emigrarea postbelică a evreilor
După anexarea nordului Bucovinei de către URSS în iunie 1940, mulți evrei din zona ocupată s-au refugiat în România, unii dintre ei stabilindu-se la Vatra Dornei. În perioada Statului național-legionar, la 9 noiembrie 1940, proprietățile librarilor evrei Simon Landau și S. Zimmet au fost confiscate de fratele primarului Dumitru Paulescu. 
În anul 1941, în Vatra Dornei locuiau 8.217 locuitori, dintre care 2.029 erau evrei (24,69%). Ca urmare însă a persecuțiilor din satele din apropiere, evreii de acolo s-au mutat la oraș. Într-o după-amiază de octombrie a anului 1941, un număr de 2.650 evrei din Vatra Dornei și din satele din jur au fost duși de soldați spre Gara mare din Vatra Dornei, îmbarcați în vagoane de vite și transportați în lagărele din Transnistria.  În oraș au rămas numai 21 evrei (după evidențele din 1942). 
Începând din 1945, supraviețuitorii Holocaustului au început să se întoarcă în oraș. Totuși, aici s-au stabilit și evreii deportați din Bucovina de Nord și Basarabia, până la sfârșitul anului 1946, când rușii au închis granițele. După război, comunitatea evreiască din oraș a rămas mai mică de jumătate. Prin oraș au tranzitat mulți evrei care nu au rămas și s-au îndreptat spre alte localități în speranța că de acolo vor emigra mai ușor spre Palestina. În perioada toamna anului 1950 - aprilie 1951 mai mulți evrei din Vatra Dornei au emigrat legal în noul stat Israel. Abia în octombrie 1958 guvernul României a permis din nou evreilor să emigreze. Pe măsura emigrării evreilor, s-a desființat școala în limba idiș. 
În perioada Revoluției din decembrie 1989, mai locuiau în oraș câteva sute de vrei, dar în câteva luni au emigrat aproape toți în Israel. În anul 2006 mai trăiau doar 13 evrei la Vatra Dornei. 

## Templul Mare din Vatra Dornei
Prima sinagogă din Vatra Dornei (Templul Mare) a fost construită în perioada 1898-1902 pe un teren dăruit de Biserica Ortodoxă sub dealul Runc.  Tot la începutul secolului al XX-lea a fost construită o sinagogă mai mică pe strada Luceafărul. Conducătorul spiritual al comunității a fost rabinul Fraenkel, urmat de rabinii Margosches (tată și fiu). 
În cele două sinagogi se dezbăteau ocazional subiecte legate de sionism sau de alte probleme naționale evreiești. De asemenea, mai existau și două mici case de rugăciune: “Wiznitzerschul” și “Handwerkerschul”. 
În perioada deportării evreilor din octombrie 1941, în templu s-au ascuns câțiva evrei, care au fost scoși cu forța de aici. În tavanul albastru se mai vedeau prin anii 2000 găurile de la gloanțele trase atunci.  La mijlocul anilor '50 ai secolului al XX-lea, templul era plin cu ocazia slujbelor, iar evreii trebuiau să-și plătească locul în sinagogă de sărbătoarea Anului Nou evreiesc. 
La începutul secolului al XXI-lea, Templul Mare din Vatra Dornei se afla într-o stare de paragină. Acoperișul stătea să se prăbușească, tencuiala de pe pereți era căzută, pereții erau crăpați și geamurile sparte. Se mai vedeau vechile picturi și scrieri. Secretara Comunității Evreilor din Vatra Dornei, Melania Mehler, a afirmat că lăcașul de cult era vizitat de turiști israelieni care au furat unul dintre candelabre, iar unul din grupuri a plătit pentru vizită doar doi dolari. 
În noaptea de 2 iulie 2002, Templul evreiesc din Vatra Dornei a fost călcat de hoți. După părerea polițiștilor, hoții au pătruns în clădire în timpul unei pene de curent, care a afectat întreaga localitate și a scos din funcțiune sistemul de alarmă. Ei au tăiat lacătele de la ambele uși, au răscolit peste tot chiar și în magazia de lemne, dar nu au reușit să intre în biroul Comunității Evreilor din oraș, care are grilaj metalic. Ei au împărștiat pe jos tablourile și cărțile vechi. S-a presupus că hoții au căutat obiecte de cult de valoare, cum ar fi sulurile sfinte. 
În 2003, Primăria municipiului Vatra Dornei prin primarul Constantin Huțanu a alocat fonduri și mână de lucru pentru efectuarea unor reparații la templul evreiesc, din cauza faptului că membrii comunității evreiești erau puțini și prea bătrâni pentru a efectua ei reparațiile. Lucrările au presupus înlocuirea geamurilor sparte, câteva reparații urgente și curățenia zonei. Templul avea aproximativ 50 de metri pătrați de geamuri, care erau frecvent sparte. Primarul a justificat această alocare de fonduri astfel: "Este o clădire cu valoare de monument arhitectonic și încercăm să facem măcar câteva mici reparații. Păcat că nu avem suficiente resurse pentru restaurare". 
La 20 decembrie 2006, rabinul Abraham Ehrenfeld a aprins lumânările de Hanuka la templul din Vatra Dornei, în prezența membrilor Comunității evreiești din oraș, a secretarului general al Federației Comunităților Evreiești din România, ing. Albert Kupferberg, a prefectului de Suceava, Orest Onofrei, a primarului de Vatra Dornei, Constantin Huțanu, a preoților ortodocși Marius Maghercă și Constantin Vârlan. Cu acest prilej, primarul Constantin Huțanu a solicitat Federației Comunităților Evreiești din România să i se alăture în demersurile municipalității dornene pentru salvarea Templului Mare, monument arhitectonic, care avea nevoie de restaurare. 
În anul 2007, ca urmare a strategiei privind păstrarea moștenirii iudaice, care face parte din patrimoniul național al României, Ministerul Culturii și Cultelor a elaborat un proiect de Hotărâre de Guvern pentru aprobarea Planului național de acțiuni pentru protejarea patrimoniului evreiesc din România prin care s-au alocat 209.000 de lei pentru efectuarea de intervenții de urgență la cinci lăcașuri de cult mozaice, printre care și Templul din Vatra Dornei.  Cu acest prilej, a fost înlocuit acoperișul templului și s-au reparat pereții crăpați. 
În lista sinagogilor din România publicată în lucrarea "Seventy years of existence. Six hundred years of Jewish life in Romania. Forty years of partnership FEDROM – JOINT", editată de Federația Comunităților Evreiești din România în anul 2008, se preciza că Sinagoga de pe strada Luceafărul nr. 16 din Vatra Dornei era în funcțiune, spre deosebire de Templul Mare, care nu mai era folosit. 

## Imagini

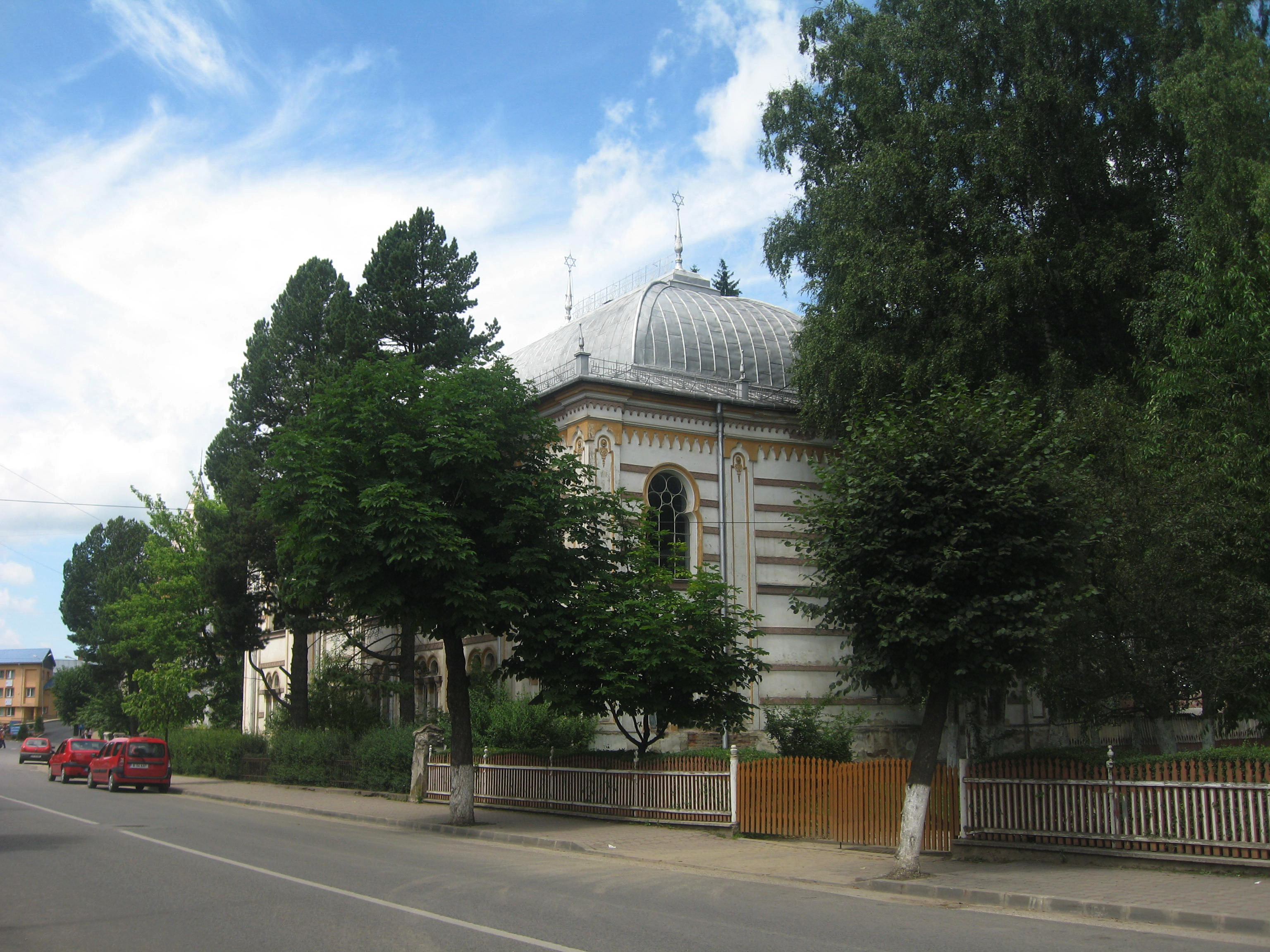
Templul Mare din Vatra Dornei
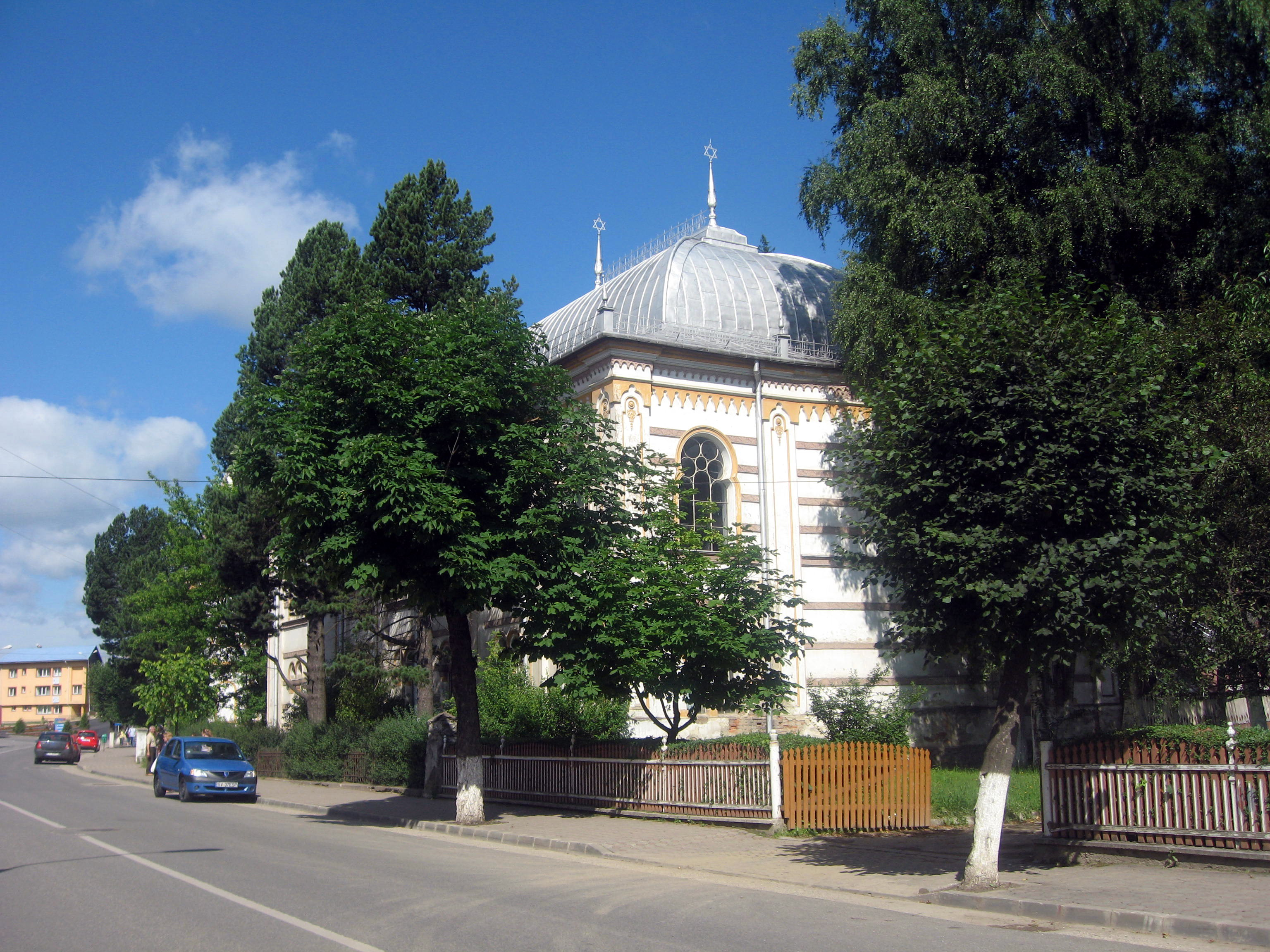
Templul Mare din Vatra Dornei
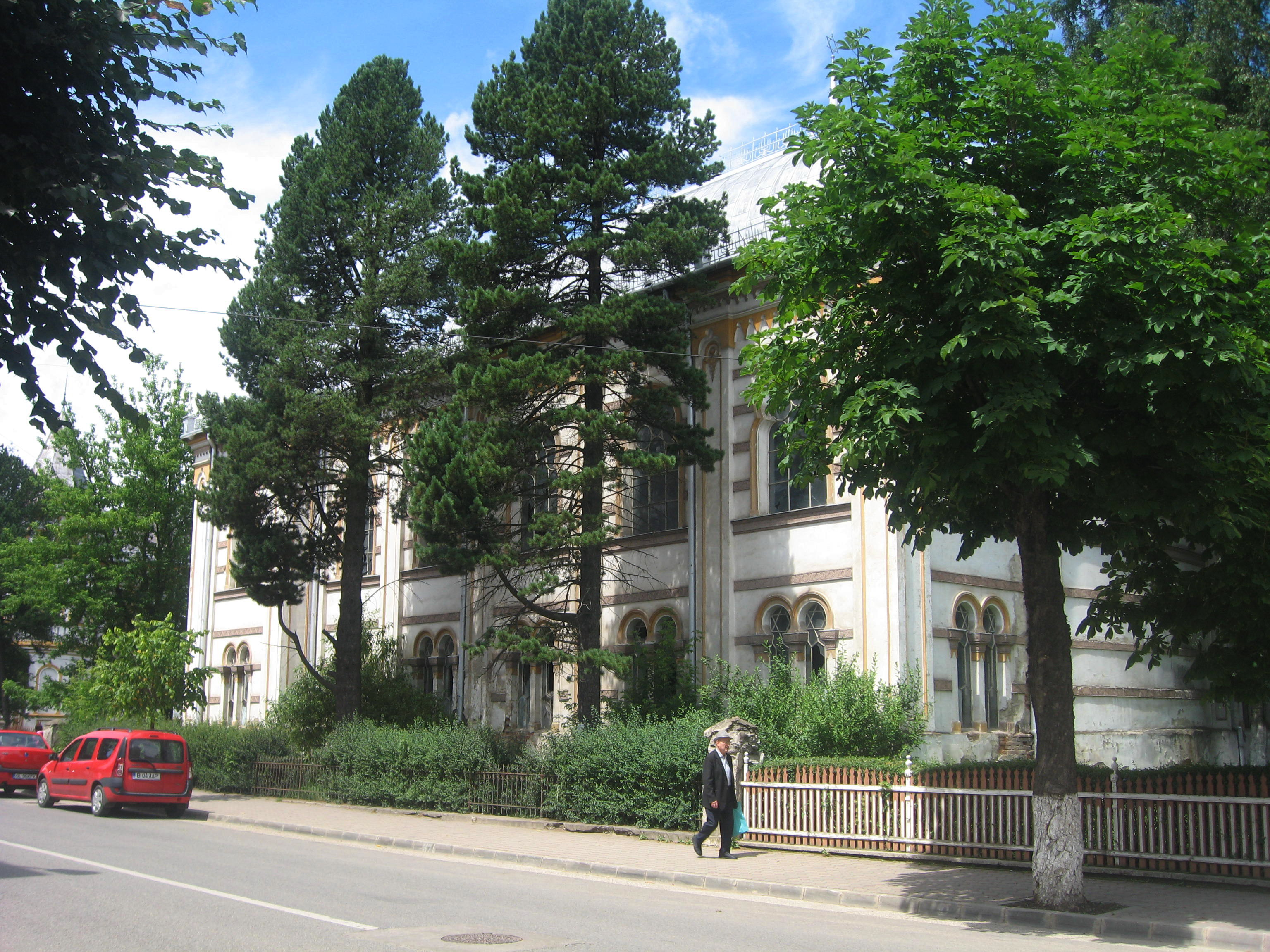
Templul Mare din Vatra Dornei
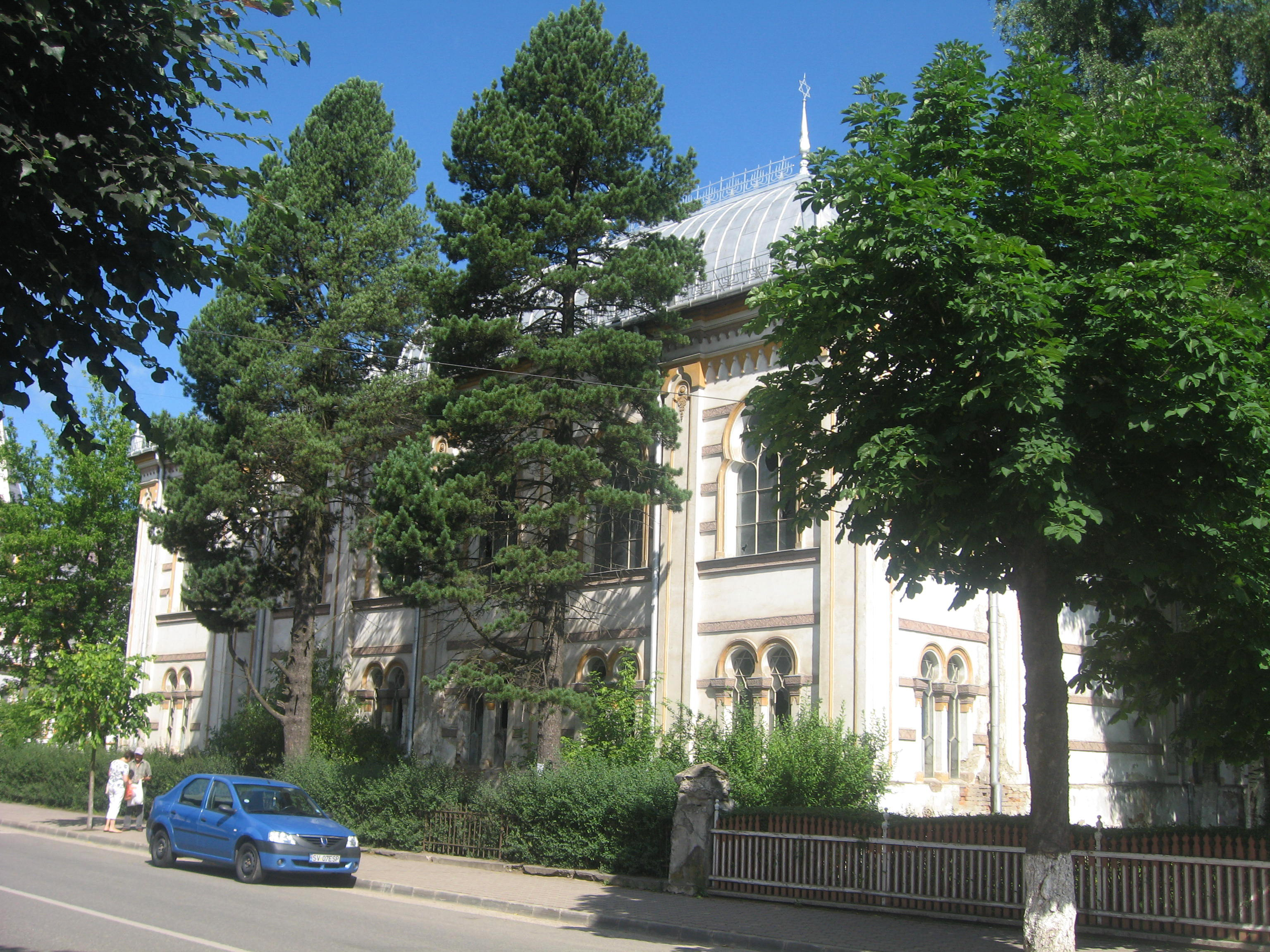
Templul Mare din Vatra Dornei
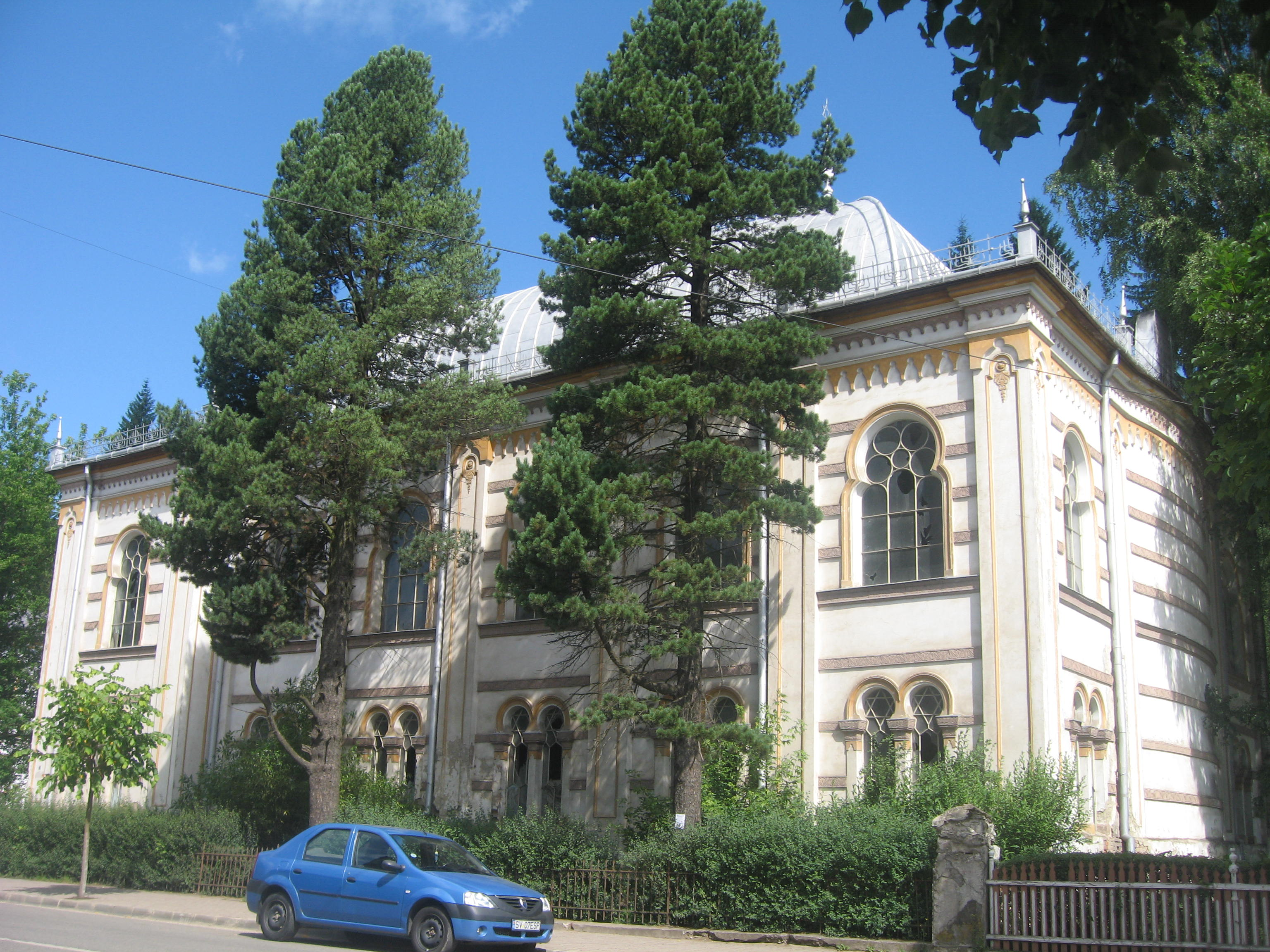
Templul Mare din Vatra Dornei
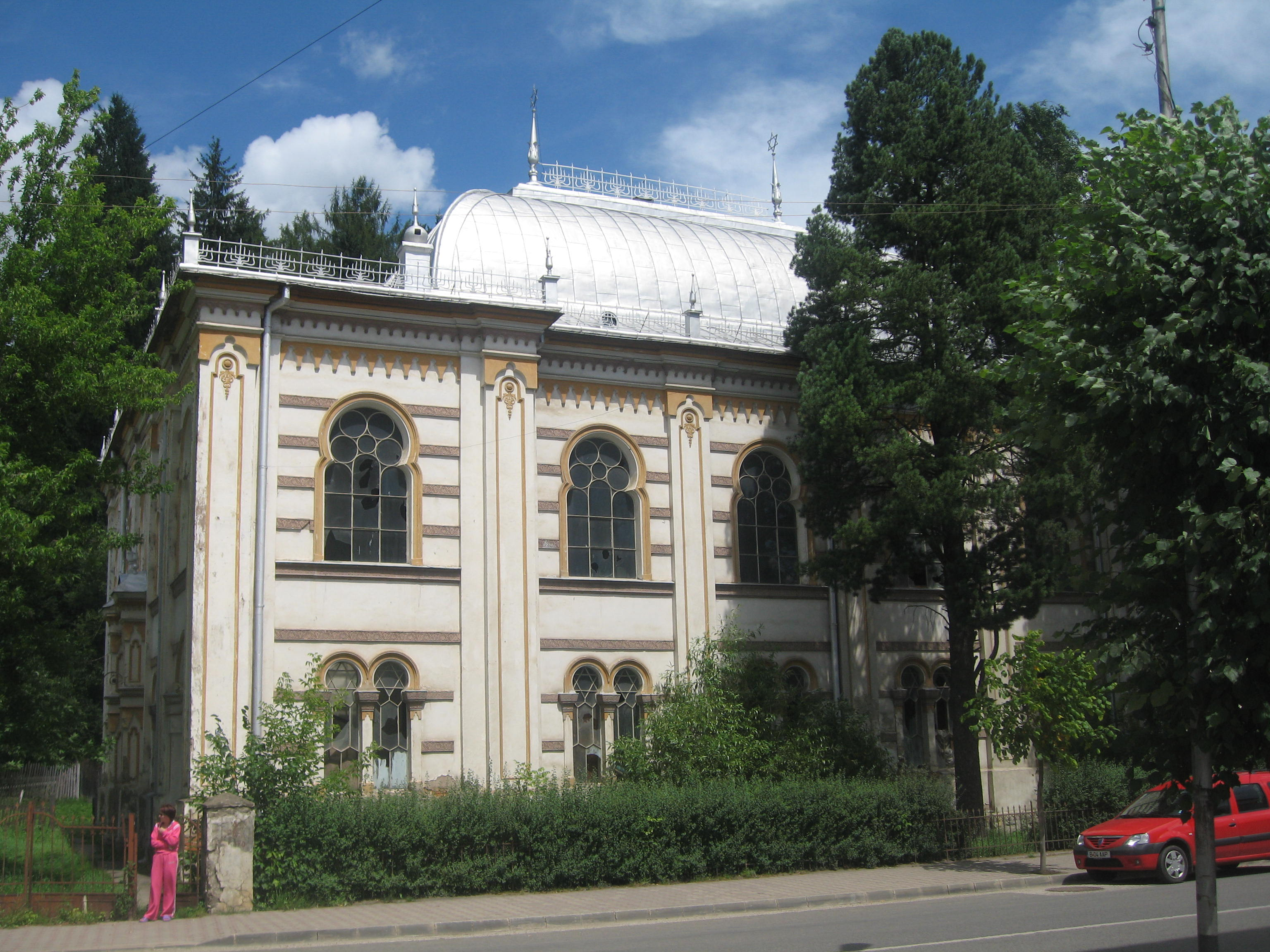
Templul Mare din Vatra Dornei
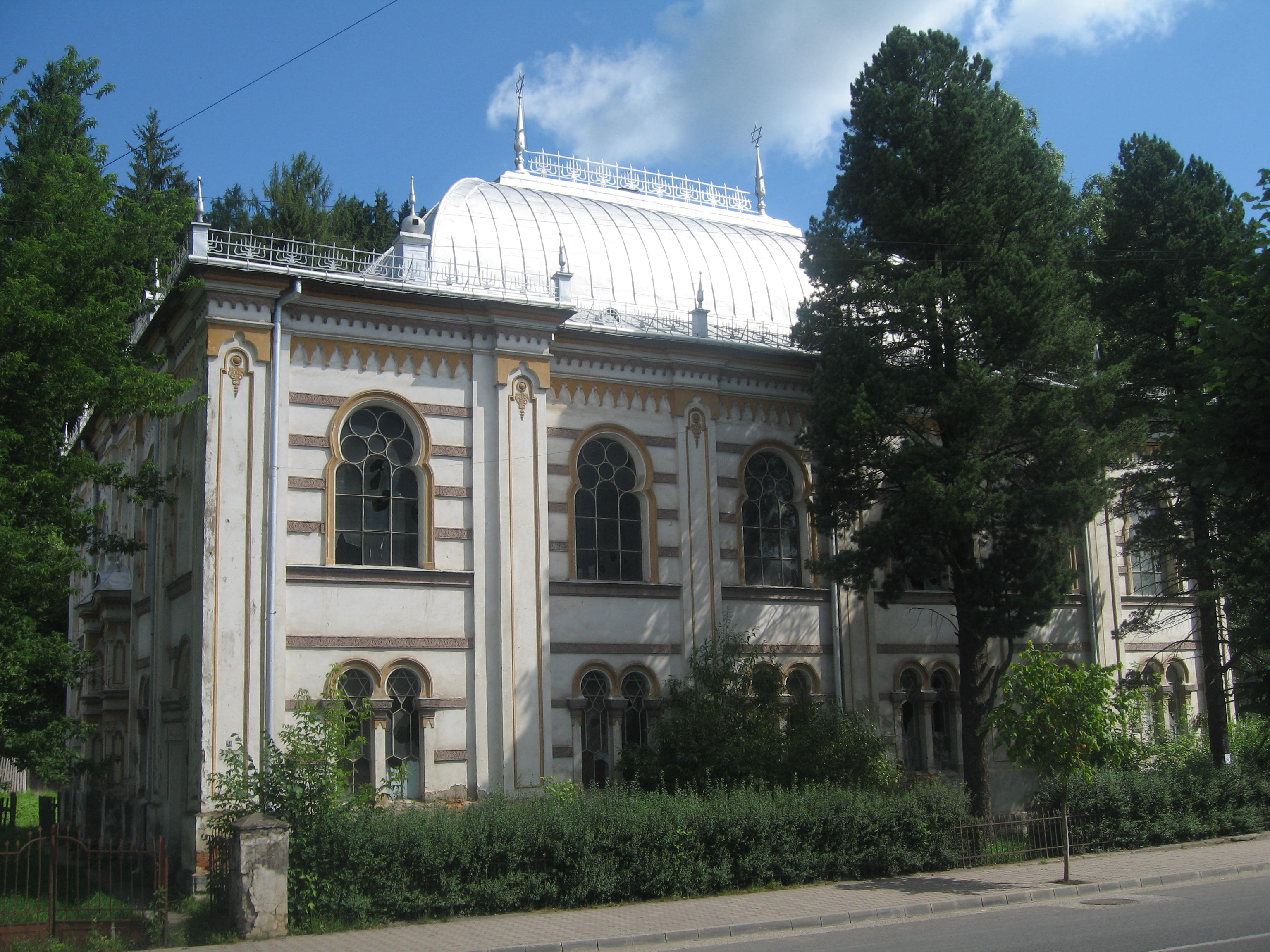
Templul Mare din Vatra Dornei
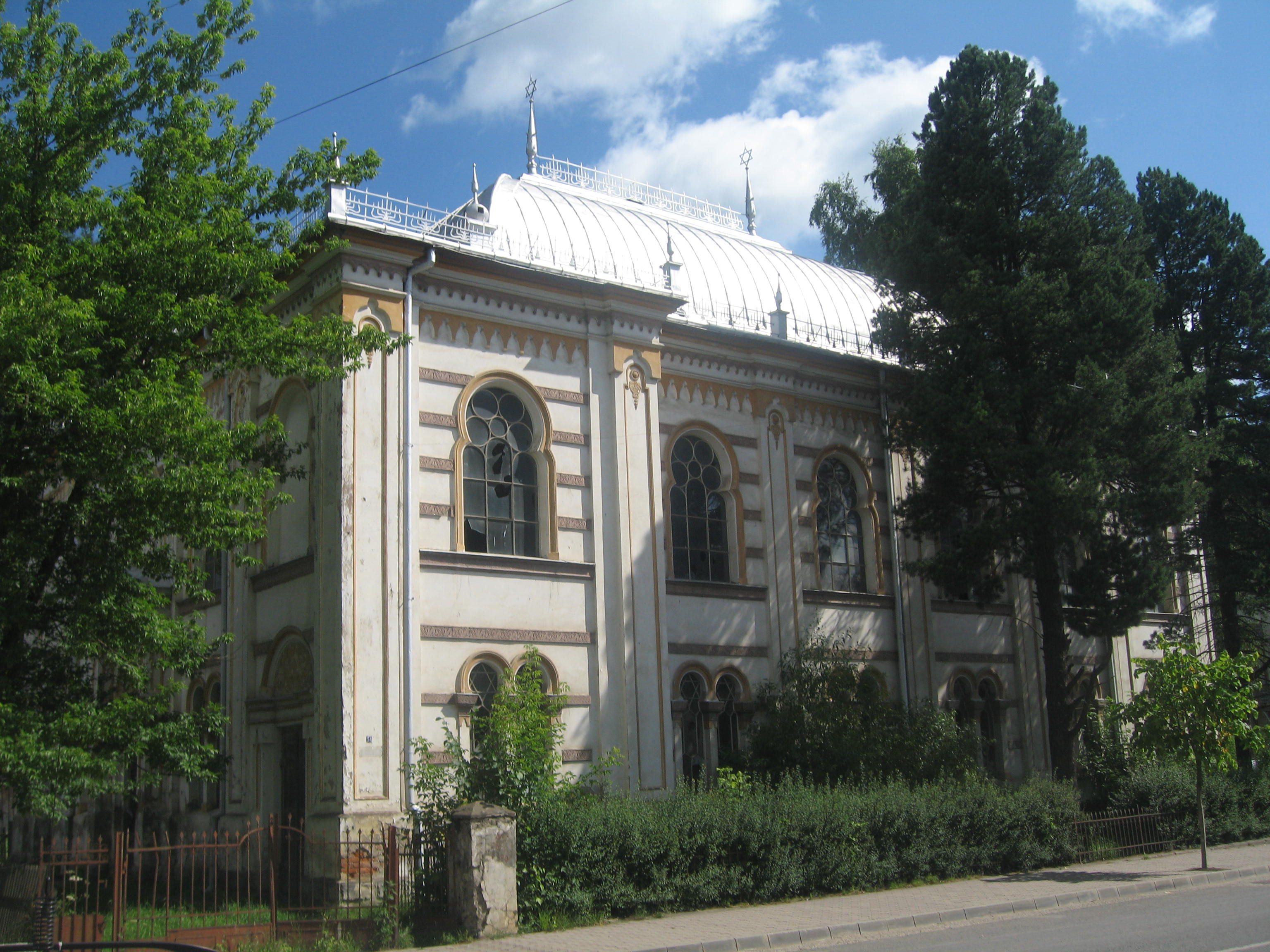
Templul Mare din Vatra Dornei
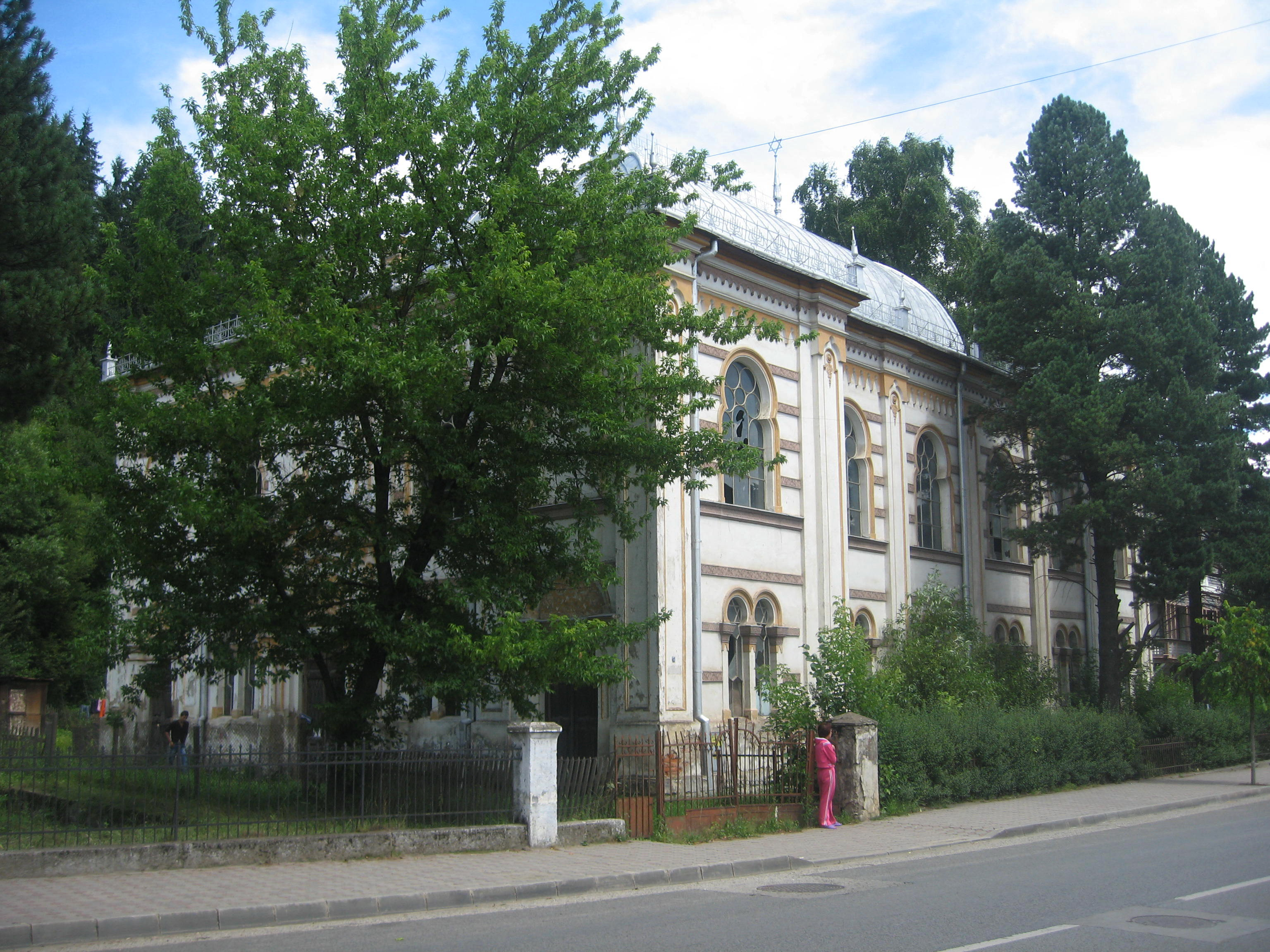
Templul Mare din Vatra Dornei
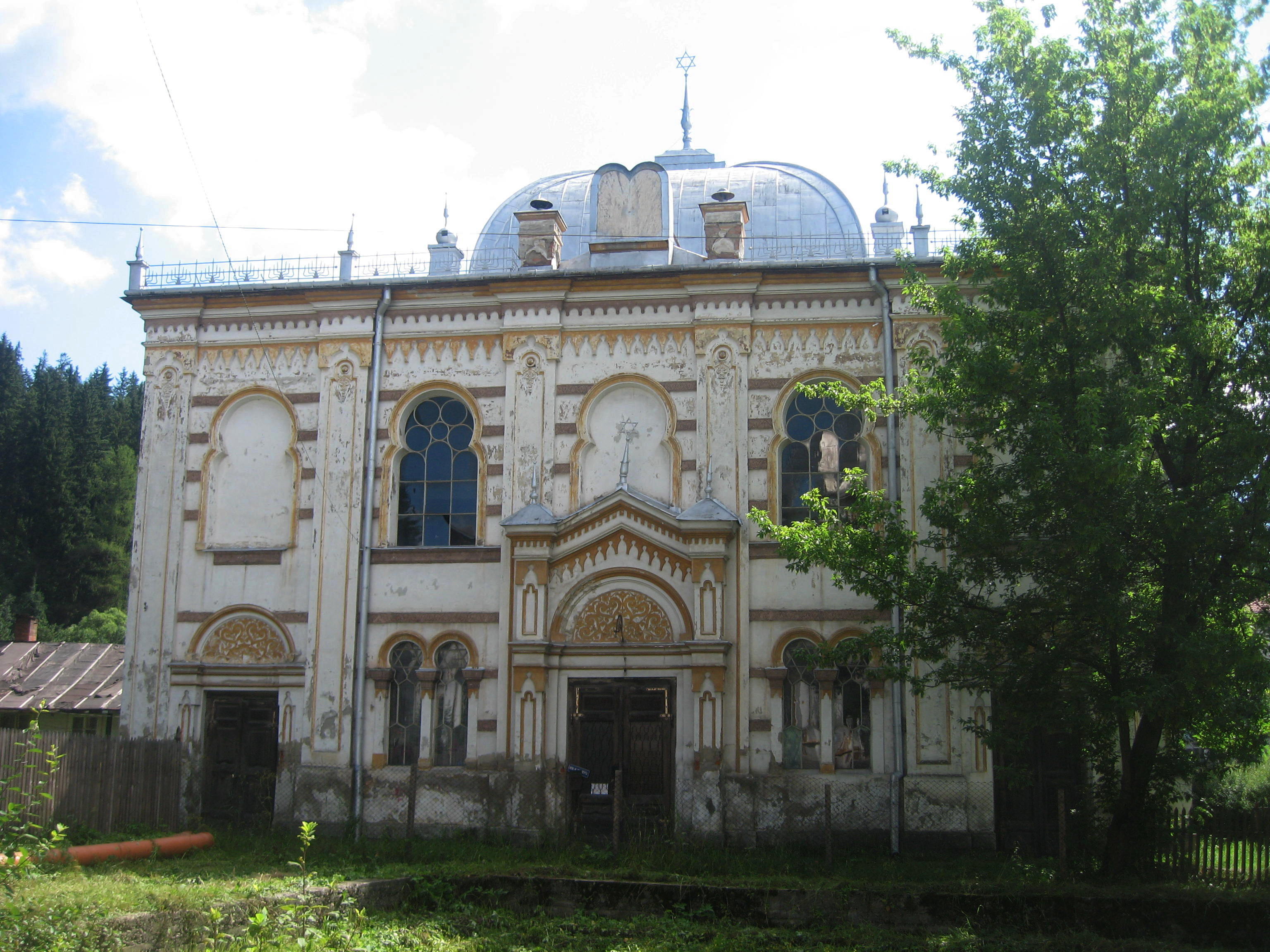
Templul Mare din Vatra Dornei
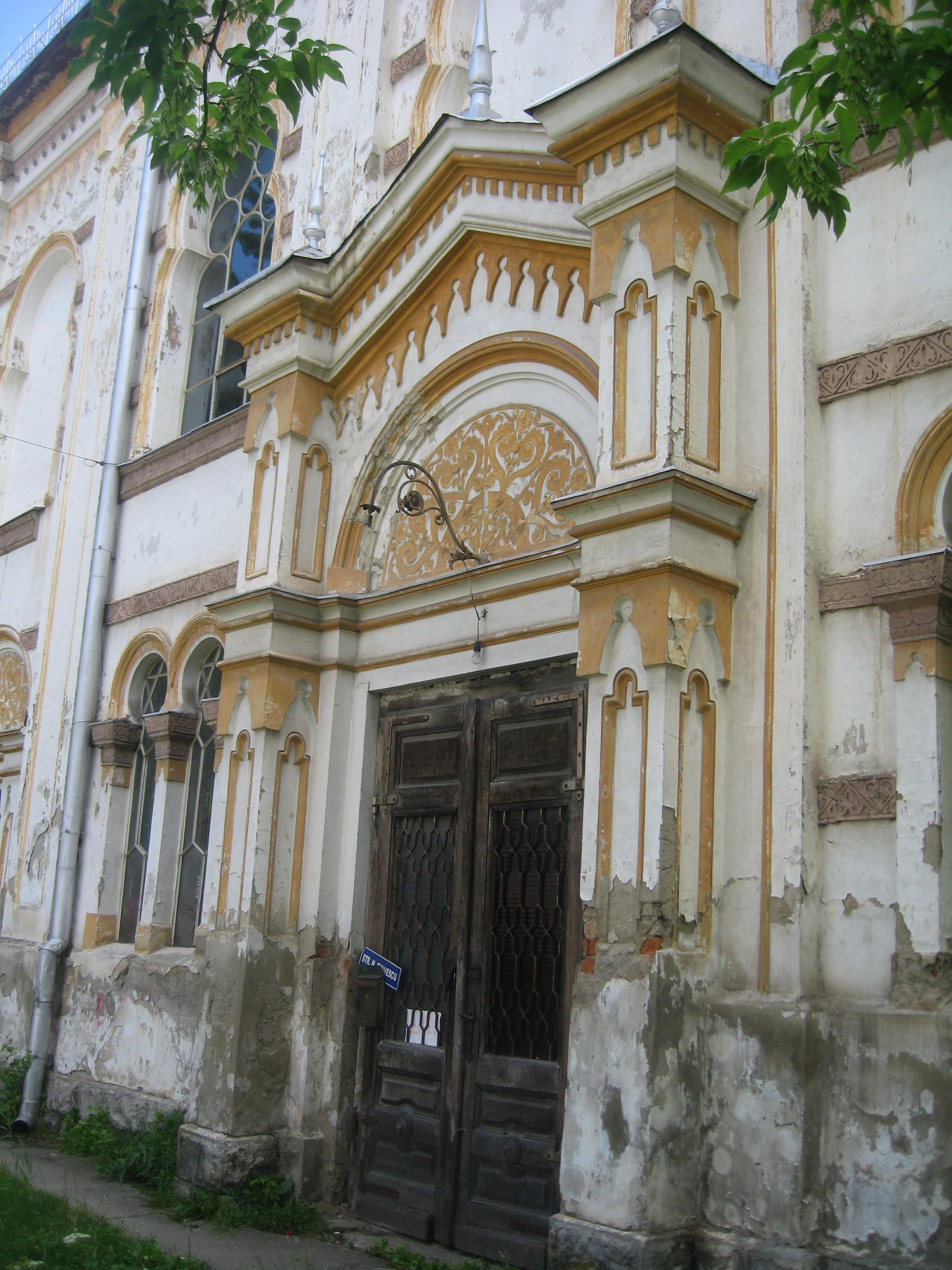
Portalul de intrare
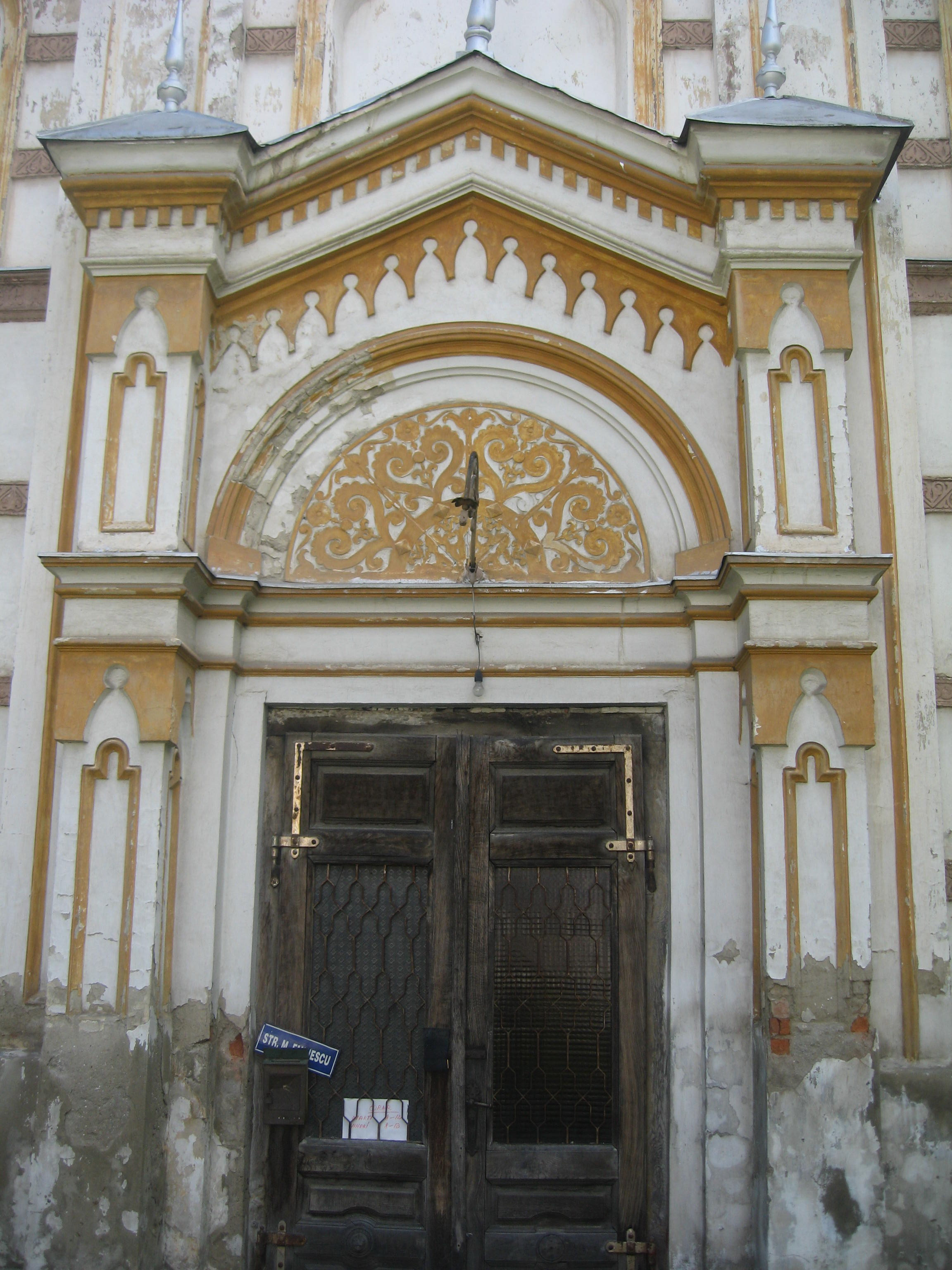
Portalul de intrare